# Ronde van Wallonië 2015
De 42e editie van de wielerwedstrijd Ronde van Wallonië (Frans: Tour de Wallonie 2015) werd gehouden van 25 juli tot en met 29 juli 2015 in Wallonië, België. De meerdaagse wielerkoers over vijf etappes maakte deel uit van de UCI Europe Tour 2015, in de categorie 2.HC. Deze editie werd gewonnen door de Nederlander Niki Terpstra. Hij won direct de eerste etappe met ruime voorsprong en stond vervolgens de leiderstrui niet meer af.

## Startlijst
Etixx-Quick Step
- 1.  Tom Boonen
- 2.  Nikolas Maes
- 3.  Martin Velits
- 4.  Fabio Sabatini
- 5.  Pieter Serry
- 6.  Niki Terpstra
- 7.  Stijn Vandenbergh

Ag2r-La Mondiale
- 11.  Gediminas Bagdonas
- 12.  Julien Bérard
- 13.  Maxime Daniel
- 14.  Axel Domont
- 15.  Samuel Dumoulin
- 16.  Sébastien Minard
- 17.  Sébastien Turgot

BMC Racing Team
- 21.  Marcus Burghardt
- 22.  Alessandro De Marchi
- 23.  Jempy Drucker
- 24.  Philippe Gilbert
- 25.  Peter Velits
- 26.  Loïc Vliegen
- 27.  Rick Zabel

FDJ
- 31.  Arnaud Courteille
- 32.  Yoann Offredo
- 33.  Anthony Geslin
- 34.  Johan Le Bon
- 35.  Pierre-Henri Lecuisinier
- 36.  Anthony Roux
- 37.  Arthur Vichot

IAM Cycling
- 41.  Thomas Degand
- 42.  Dries Devenyns
- 43.  Pirmin Lang
- 44.  Simon Pellaud
- 45.  Jérôme Pineau
- 46.  Patrick Schelling
- 47.  Jonas Van Genechten

Lotto-Soudal
- 51.  Kris Boeckmans
- 52.  Kenny Dehaes
- 53.  Jürgen Roelandts
- 54.  Tosh Van der Sande
- 55.  Jelle Vanendert
- 56.  Boris Vallée
- 57.  Louis Vervaeke

Katjoesja
- 61.  Sergej Tsjernetski
- 62.  Vjatsjeslav Koeznetsov
- 63.  Sergej Lagoetin
- 64. —
- 65.  Gatis Smukulis
- 66.  Aleksej Tsatevitsj
- 67.  Ilnoer Zakarin

Tinkoff-Saxo
- 71.  Matti Breschel
- 72.  Pavel Broett
- 73.  Christopher Juul Jensen
- 74.  Jay McCarthy
- 75.  Michael Mørkøv
- 76.  Juraj Sagan
- 77. —

Trek Factory Racing
- 81.  Fabio Felline
- 82.  Jaroslav Popovytsj
- 83.  Hayden Roulston
- 84.  Jesse Sergent
- 85.  Boy van Poppel
- 86.  Danny van Poppel
- 87.  Kristof Vandewalle

Bretagne-Séché Environnement
- 91.  Florian Guillou
- 92.  Jonathan Hivert
- 93.  Benoît Jarrier
- 94.  Christophe Laborie
- 95.  Matthieu Boulo
- 96.  Jawhen Hoetarovitsj
- 97.  Daniel McLay

Cofidis
- 101.  Jonas Ahlstrand
- 102.  Gert Jõeäär
- 103.  Cyril Lemoine
- 104.  Steve Chainel
- 105. —
- 106.  Michael Van Staeyen
- 107.  Loïc Chetout

Team Europcar
- 111.  Jérôme Cousin
- 112.  Antoine Duchesne
- 113.  Romain Guillemois
- 114.  Tony Hurel
- 115.  Fabrice Jeandesboz
- 116.  Yannick Martinez
- 117.  Maxime Méderel

Topsport Vlaanderen-Baloise
- 121.  Victor Campenaerts
- 122.  Oliver Naesen
- 123.  Edward Theuns
- 124.  Jelle Wallays
- 125.  Pieter Vanspeybrouck
- 126.  Thomas Sprengers
- 127.  Gijs Van Hoecke

Wanty-Groupe Gobert
- 131.  Enrico Gasparotto
- 132.  Björn Leukemans
- 133.  Boris Dron
- 134.  Simone Antonini
- 135.  Roy Jans
- 136.  Danilo Napolitano
- 137.  Frederik Veuchelen

Veranclassic-Ekoi
- 141.  Justin Jules
- 142.  Melvin Rulliere
- 143.  Robin Stenuit
- 144.  Edwig Cammaerts
- 145.  Serge Dewortelaer
- 146.  Niels De Rooze
- 147.  Dirk Finders

Wallonie Bruxelles
- 151.  Sébastien Delfosse
- 152.  Grégory Habeaux
- 153.  Olivier Chevalier
- 154.  Ludwig De Winter
- 155.  Antoine Warnier
- 156.  Antoine Demoitié
- 157.  Kevyn Ista

## Etappe-overzicht
| etappe | datum   | start      | finish    | type      | afstand  | winnaar             | ploeg               | klassementsleider |
| ------ | ------- | ---------- | --------- | --------- | -------- | ------------------- | ------------------- | ----------------- |
| 1e     | 25 juli | Wanze      | Hannuit   | Heuvelrit | 190,7 km | Niki Terpstra       | Etixx-Quick Step    | Niki Terpstra     |
| 2e     | 26 juli | Beaufays   | Bitsingen | Heuvelrit | 171,4 km | Danny van Poppel    | Trek Factory Racing | Niki Terpstra     |
| 3e     | 27 juli | Bastenaken | Namen     | Heuvelrit | 207 km   | Philippe Gilbert    | BMC Racing Team     | Niki Terpstra     |
| 4e     | 28 juli | Waterloo   | Quaregnon | Heuvelrit | 164,6 km | Jonas Van Genechten | IAM Cycling         | Niki Terpstra     |
| 5e     | 29 juli | Chimay     | Thuin     | Heuvelrit | 167,3 km | Danny van Poppel    | Trek Factory Racing | Niki Terpstra     |

## Etappe-uitslagen

### 1e etappe
| Wanze – Hannuit (190,7 km) |                     |                              |          |
| Plaats                     | Naam                | Ploeg                        | Tijd     |
| Winnaar                    | Niki Terpstra       | Etixx-Quick Step             | 4u49'39" |
| 2                          | Victor Campenaerts  | Topsport Vlaanderen-Baloise  | + 4"     |
| 3                          | Jawhen Hoetarovitsj | Bretagne-Séché Environnement | + 21"    |

### 2e etappe
| Beaufays – Bitsingen (171,4 km) |                  |                     |          |
| Plaats                          | Naam             | Ploeg               | Tijd     |
| Winnaar                         | Danny van Poppel | Trek Factory Racing | 4u17'57" |
| 2                               | Matti Breschel   | Tinkoff-Saxo        | z.t.     |
| 3                               | Marcus Burghardt | BMC Racing Team     | z.t.     |

### 3e etappe
| Bastenaken – Namen (207 km) |                  |                             |          |
| Plaats                      | Naam             | Ploeg                       | Tijd     |
| Winnaar                     | Philippe Gilbert | BMC Racing Team             | 5u32'35" |
| 2                           | Pieter Serry     | Etixx-Quick Step            | + 4"     |
| 3                           | Thomas Sprengers | Topsport Vlaanderen-Baloise | z.t.     |

### 4e etappe
| Waterloo – Quaregnon (164,6 km) |                     |                     |          |
| Plaats                          | Naam                | Ploeg               | Tijd     |
| Winnaar                         | Jonas Van Genechten | IAM Cycling         | 4u11'01" |
| 2                               | Michael Mørkøv      | Tinkoff-Saxo        | z.t.     |
| 3                               | Danny van Poppel    | Trek Factory Racing | z.t.     |

### 5e etappe
| Chimay – Thuin (167,3 km) |                  |                     |          |
| Plaats                    | Naam             | Ploeg               | Tijd     |
| Winnaar                   | Danny van Poppel | Trek Factory Racing | 4u09'48" |
| 2                         | Philippe Gilbert | BMC Racing Team     | + 3".    |
| 3                         | Matti Breschel   | Tinkoff-Saxo        | z.t.     |

## Eindklassementen
| Algemeen klassement |                    |                             |           |
| Plaats              | Naam               | Ploeg                       | Tijd      |
| Gele trui           | Niki Terpstra      | Etixx-Quick Step            | 23u00'52" |
| 2                   | Victor Campenaerts | Topsport Vlaanderen-Baloise | + 22"     |
| 3                   | Sergej Lagoetin    | Katjoesja                   | + 36"     |
| 4                   | Danny van Poppel   | Trek Factory Racing         | + 53"     |
| 5                   | Antoine Warnier    | Wallonie-Bruxelles          | + 58"     |
| 6                   | Boris Vallée       | Lotto Soudal                | + 59"     |
| 7                   | Philippe Gilbert   | BMC Racing Team             | + 1 '02"  |
| 8                   | Loïc Vliegen       | BMC Racing Team             | z.t       |
| 9                   | Sébastien Turgot   | Ag2r-La Mondiale            | + 1' 10"  |
| 10                  | Matti Breschel     | Tinkoff-Saxo                | + 1' 12"  |

| Puntenklassement |                  |                     |        |
| Plaats           | Naam             | Ploeg               | Punten |
| Groene trui      | Danny van Poppel | Trek Factory Racing | 80     |
| 2                | Philippe Gilbert | BMC Racing Team     | 45     |
| 3                | Niki Terpstra    | Etixx-Quick Step    | 43     |

| Bergklassement |                    |                    |        |
| Plaats         | Naam               | Ploeg              | Punten |
| Rode trui      | Ludwig De Winter   | Wallonie Bruxelles | 48     |
| 2              | Sébastien Delfosse | Wallonie Bruxelles | 44     |
| 3              | Antoine Warnier    | Wallonie Bruxelles | 42     |

1996 · 1997 · 1998 · 1999 · 2000 · 2001 · 2002 · 2003 · 2004 · 2005 · 2006 · 2007 · 2008 · 2009 · 2010 · 2011 · 2012 · 2013 · 2014 · 2015 · 2016 · 2017 · 2018 · 2019 · 2020 · 2021 · 2022 · 2023 · 2024
Etappewedstrijden

 Ster van Bessèges · 
 Ronde van de Algarve · 
 Ruta del Sol · 
 Ronde van de Haut-Var · 
 Driedaagse van West-Vlaanderen · 
 Internationale Wielerweek · 
 Internationaal Wegcriterium · 
 Driedaagse van De Panne-Koksijde · 
 Ronde van de Sarthe · 
 Ronde van Castilië en León · 
 Ronde van Trentino · 
 Ronde van Kroatië · 
 Ronde van Turkije · 
 Ronde van Yorkshire · 
 Ronde van Asturië · 
 Vierdaagse van Duinkerke · 
 Ronde van Azerbeidzjan · 
 Ronde van Madrid · 
 Ronde van Beieren · 
 Ronde van Picardië · 
 Ronde van Noorwegen · 
 World Ports Classic · 
 Tour des Fjords · 
 Ronde van Estland · 
 Ronde van België · 
 Ronde van Luxemburg · 
 Boucles de la Mayenne · 
 Ster ZLM Toer · 
 Ronde van Slovenië · 
 Route du Sud · 
 Sibiu Cycling Tour · 
 Ronde van Oostenrijk · 
 Ronde van Wallonië · 
 Ronde van Portugal · 
 Ronde van Burgos · 
 Ronde van Denemarken · 
 Ronde van de Ain · 
 Ronde van Tsjechië · 
 Arctic Race of Norway · 
 Ronde van de Limousin · 
 Ronde van Poitou-Charentes · 
 Ronde van Groot-Brittannië · 
 Ronde van Gévaudan Languedoc-Roussillon · 
 Eurométropole Tour
Eendaagse wedstrijden

 Trofeo Santanyí-Ses Salines-Campos · 
 Trofeo Andratx-Mirador d'Es Colomer · 
 Trofeo Serra de Tramuntana · 
 Trofeo Playa de Palma-Palma · 
 GP La Marseillaise · 
 Grote Prijs van de Etruskische Kust · 
 Ronde van Murcia · 
 Clásica de Almería · 
 Trofeo Laigueglia · 
 Omloop Het Nieuwsblad · 
 Classic Sud Ardèche · 
 GP Lugano · 
 La Drôme Classic · 
 Kuurne-Brussel-Kuurne · 
 Le Samyn · 
 Strade Bianche · 
 Ronde van Drenthe · 
 Dwars door Drenthe · 
 Nokere Koerse · 
 GP Nobili Rubinetterie · 
 Handzame Classic · 
 Ronde van Zeeland Seaports · 
 Classic Loire-Atlantique · 
 Grote Prijs van Cholet-Pays de Loire · 
 Dwars door Vlaanderen · 
 Classica Corsica · 
 Route Adélie de Vitré · 
 Grote Prijs Miguel Indurain · 
 Volta Limburg Classic · 
 Ronde van La Rioja · 
 Parijs-Camembert · 
 Scheldeprijs · 
 Klasika Primavera · 
 Brabantse Pijl · 
 GP Denain · 
 Ronde van de Finistère · 
 Tro Bro Léon · 
 La Roue Tourangelle · 
 Ronde van de Apennijnen · 
 Grote Prijs van de Somme · 
 Grote Prijs van Plumelec · 
 ProRace Berlin · 
 Boucles de l'Aulne · 
 GP Kanton Aargau · 
 Ronde van Keulen · 
 Ronde van Limburg · 
 Velothon Wales · 
 Halle-Ingooigem · 
 Trofeo Matteotti · 
 GP Cerami · 
 GP Industria & Artigianato-Larciano · 
 Prueba Villafranca de Ordizia · 
 Ronde van Toscane · 
 Circuito de Getxo · 
 Polynormande · 
 RideLondon Classic · 
 GP Stad Zottegem · 
 Arnhem-Veenendaal Classic · 
 GP Jef Scherens · 
 Druivenkoers Overijse · 
 Schaal Sels · 
 Brussels Cycling Classic · 
 GP Fourmies · 
 Velothon Stockholm · 
 Ronde van de Doubs · 
 Coppa Bernocchi · 
 Coppa Agostoni · 
 GP van Wallonië · 
 Kampioenschap van Vlaanderen · 
 Memorial Marco Pantani · 
 Grote Prijs Impanis-Van Petegem · 
 GP van Isbergues · 
 GP Industria & Commercio di Prato · 
 Omloop van het Houtland · 
 Duo Normand · 
 Ronde van de Drie Valleien · 
 Milaan-Turijn · 
 Ronde van Piemonte · 
 Ronde van het Münsterland · 
 Ronde van de Vendée · 
 Memorial Frank Vandenbroucke · 
 Coppa Sabatini · 
 Parijs-Bourges · 
 Ronde van Emilia · 
 GP Beghelli · 
 Parijs-Tours · 
 Nationale Sluitingsprijs · 
 Chrono des Nations